# Idoff Rosin
Erik Idoff Rosin, född 12 oktober 1898 i Surte, Älvsborgs län, död där 23 februari 1980, var en svensk målare, grafiker och skulptör.
Han var son till glasblåsaren Erik Gustaf Rosin och Hulda Maria Berg och gift 1925–1943 med Anna Sofia Venner och från 1945 med textilkonstnären Karin Viola Svensson. Rosin studerade vid Slöjdföreningens skola 1912–1916 samt krokistudier vid Valands målarskola och under ett antal studieresor till München, Paris, Rom och Florens. Rosin arbetade omväxlande mellan bildkonst och skulptur. Han medverkade i Stockholmsutställningen 1930 tillsammans med Göteborgs konsthantverkare. Separat ställde han på Nutida konst i Göteborg 1950 och han medverkade utställningen Västsvenska konstnärer i Uddevalla 1945 och i utställningar arrangerade av Göteborgs konstnärsklubb på Göteborgs konsthall. Bland hans offentliga arbeten märks högreliefen Mercurius i Göteborgs handelsbanks lokal och ett antal porträttbyster till olika regementens officersmässar. Hans bildkonst består av porträtt och landskapsmålningar utförda i olja, akvarell, träsnitt  eller linjeetsning. Som skulptör utförde han porträttbyster och reliefer.